# Hoplitis heilungjiangensis
Hoplitis heilungjiangensis là một loài Hymenoptera trong họ Megachilidae. Loài này được Wu mô tả khoa học năm 1987.